# Liste der Äbte von Cava de’ Tirreni
Die folgenden Personen waren Äbte des Klosters Cava de’ Tirreni:
- 1011–1050: Heiliger Alferius
- 1050–1079: Heiliger Leo I.
- 1079–1122: Heiliger Pietro I.
- 1122–1124: Heiliger Constabilis
- 1124–1140: Seliger Simeon
- 1140–1146: Seliger Falco
- 1146–1170: Seliger Marinus
- 1171–1194: Seliger Benincasa
- 1195–1208: Seliger Petrus II.
- 1208–1232: Seliger Balsamus
- 1232–1255: Seliger Leonardus
- 1266–1295: Seliger Leo II.
- 1316–1331: Filippo De Haya
- 1342–1366: Maynerio
- Giovanni d’Aragona
- Oliverio Carafa
- 1512–1517 Crisostomo d’Alessandro (auch Bischof von Cava)
- 1528–1552 Gerolamo Guevara
- 1549–1550 Pellegrino Dell’Erre
- 1588–1592 Vittorino Manso
- 1630–1633 Giulio Vecchioni
- 1640–1642 Gregorio Lottieri
- 1647–1651 Giuseppe Lomellino
- 1671–1677 Severino Boccia
- 1772–1778 Gaetano Dattilo
- 1781–1787 Raffaele Pasca
- 1793–1801 Tommaso Capomazza
- 1801–1824 Carlo Mazzacane
- 1844–1849 Pietro Candida
- 1849–1858 Onofrio Granata
- 1878–1894 Michele Morcaldi
- 1894–1902 Benedetto Bonazzi (danach Erzbischof von Benevent)
- 1902–1908 Silvano de Stefano
- 1910–1918 Angelo Maria Ettinger
- 1919–1928 Giuseppe Placido M. Nicolini (danach Bischof von Assisi)
- 1929–1945 Ildefonso Rea (danach Erzabt von Montecassino)
- 1946–1956 Mauro De Caro
- 1956–1967 Fausto Mezza 
  - 1969–1979 Michele Alfredo Marra (Apostolischer Administrator)
- 1979–1992 Michele Alfredo Marra 
  - 1992–1995 Paolo Lunardon (Apostolischer Administrator)
- 1995–2010 Benedetto Maria Salvatore Chianetta
  - 2010–2013 Giordano Rota (Apostolischer Administrator)
  - 2013 Leone Morinelli (Apostolischer Administrator)
- seit 2013 Michele Petruzzelli